# Carlos Rocatallada y Guallart
Carlos Rocatallada y Guallart (Hecho, 4 de noviembre de 1825-El Pueyo de Jaca, 10 de septiembre de 1897)  fue un empresario y político español del siglo XIX

## Biografía
Natural de Hecho, en el Pirineo oscense, pertenecía a una rica familia ganadera aragonesa. Consta igualmente como propietario de tierras en el área.
Estudió derecho, primero licenciándose en la Universidad de Zaragoza y luego doctorándose por la Universidad Central con un trabajo titulado El duelo en 1848. Ejerció posteriormente como abogado. 
Casó con Adela Castellano y Villarroya , hija del banquero y político, Tomás Castellano Sanz. Ambas familias habían compartido intereses ganaderos en lo que era entonces una de las mayores actividades económicas en Aragón. Su matrimonio le permitió acceder al consejo de administración de Banca Villarroya y Castellano. Su cuñado, Tomás Castellano y Villarroya sería considerado el cacique y hombre fuerte del Partido Conservador en Aragón durante décadas.
En 1854 Carlos Rocatallada fue uno de los socios fundadores de los Baños de Panticosa, una de las grandes iniciativas de la burguesía aragonesa del periodo y en la que su familia materna tenía intereses previos a través de la sociedad Guallart y Cía. Rocatallada llegó a alcanzar un 37,4% del capital de la empresa y se le considera el mayor impulsor del hotel-balneario. Para mantener el crecimiento de la compañía, emitió acciones de la hasta entonces empresa familiar que convirtió en Aguas de Panticosa, S.A. con grandes plusvalías.
Pese a estos vínculos con su Pirineo natal, consta como vecino de Zaragoza, donde en 1858 se edificó una casa en el solar de la antigua iglesia de San Pedro en lo que hoy es la esquina entre calle Don Jaime I y la calle San Jorge.
En colaboración con su suegro, Rocatallada se benefició de la desamortización y adquirió tierras en Gurrea de Gállego, Alcalá de Gurrea, Ortilla, Loarre, Ejea de los Caballeros, Perdiguera, Belchite... A la muerte de su suegro en 1872, Rocatallada heredó a través de su mujer el principal paquete en la sociedad familiar.
Fue diputado provincial de la diputación provincial de Zaragoza de 1875 a 1877. En 1878 fue nombrado senador por la universidad de Zaragoza. Fue también parte del primer consejo de administración de la Caja de Ahorros y Monte de Piedad de Zaragoza y recibió la Gran Cruz de Isabel la Católica. 
Fallecido en 1897, dejando una hija, María de la Concepción Roca-Tallada y Castellano, dama de la reina casada con el conde de la Viñaza, Cipriano Muñoz y Manzano.